# Labina Mitevska
Labina Mitevska (in macedone Лабина Митевска?; Skopje, 11 ottobre 1975) è un'attrice e produttrice cinematografica macedone.

## Biografia
Nata nel 1975 a Skopje, nell'ex Jugoslavia, vi frequenta la Facoltà di arte e archeologia all'Università dei Santi Cirillo e Metodio, proseguendo la sua formazione presso l'Europæiske Filmhøjskole di Ebeltoft ed il Dipartimento di storia dell'arte dell'Università dell'Arizona.
Debutta come attrice nel 1994 con un ruolo secondario nel film di Milčo Mančevski Prima della pioggia, vincitore del Leone d'oro alla Mostra del cinema di Venezia. Nel 1997 recita in Benvenuti a Sarajevo, prima collaborazione col regista britannico Michael Winterbottom, che l'anno dopo la vuole per una parte in I Want You. Queste prime apparizioni le valgono lo Shooting Stars Award come una delle più promettenti giovani attrici europee al Festival di Berlino 1998.
Lo stesso anno, fa parte della giuria del Festival del cinema di Cottbus, dove conosce il regista ceco David Ondříček, che le offre una parte nella nuova commedia che sta scrivendo, Samotáři (lett. "Solitari"). A tal proposito ha dichiarato in seguito: «Quando ho letto la sceneggiatura, mi ha ricordato quello che sta succedendo ai giovani in Macedonia e nel resto dell'Europa dell'est e questo è stato il motivo principale che mi ha spinto ad accettare». Il film esce nel 2000 e le vale a una candidatura al Leone Ceco come miglior attrice non protagonista.
Nel 2001, fa parte della giuria del Festival di Karlovy Vary e fonda la casa di produzione Sisters and Brother Mitevski, insieme alla sorella Teona Strugar e al fratello Vuk, affiancando all'attività di attrice quella di produttrice a partire dal corto Veta, che riceve una menzione d'onore al 51º Festival di Berlino. Nel 2004, produce il suo primo lungometraggio, Kako ubiv svetec, venendo candidata come Producer on the Move, riconoscimento destinato a giovani produttori emergenti, dall'European Film Academy. Oltre ai film della sorella, nei quali spesso appare anche come attrice, nel corso degli anni Mitevska ha prodotto tramite la Sisters and Brother Mitevski opere di autori europei come Cristi Puiu (Sieranevada) e Nuri Bilge Ceylan (L'albero dei frutti selvatici). Nel 2024 ha vinto il premio per il miglior co-produttore europeo agli European Film Awards.

## Filmografia

### Attrice
- Prima della pioggia (Pred doždot), regia di Milčo Mančevski (1994)
- Benvenuti a Sarajevo (Welcome to Sarajevo), regia di Michael Winterbottom (1997)
- I Want You, regia di Michael Winterbottom (1998)
- Samotáři, regia di David Ondříček (2000)
- Veta, regia di Teona Strugar Mitevska – cortometraggio (2001)
- Der braune Faden, regia di Volker Elas – cortometraggio (2001)
- Weg!, regia di Michael Baumann (2002)
- Kako ubiv svetec, regia di Teona Strugar Mitevska (2004)
- Bubački, regia di Igor Ivanov Izi – cortometraggio (2004)
- Nema problema, regia di Giancarlo Bocchi (2004)
- Kontakt, regia di Sergej Stanojkovski (2005)
- Warchild, regia di Christian Wagner (2006)
- Razsledvane, regia di Iglika Trifonova (2006)
- Tajnata kniga, regia di Vlado Cvetanovski (2006)
- Prevrteno, regia di Igor Ivanov Izi (2007)
- Jas sum od Titov Veles, regia di Teona Strugar Mitevska (2007)
- L... kot ljubezen, regia di Janja Glogovac (2007)
- Voix de garage, regia di Samuel Tilman – cortometraggio (2008)
- 9:06, regia di Igor Sterk (2009)
- 7 avlu, regia di Semir Aslanyürek (2009)
- Stăpki v pjasăka, regia di Ivaylo Hristov (2010)
- The Woman Who Brushed Off Her Tears, regia di Teona Strugar Mitevska (2012)
- The Prosecutor the Defender the Father and His Son, regia di Iglika Trifonova (2015)
- Koga denot nemaše ime, regia di Teona Strugar Mitevska (2017)
- Kolivo, regia di Andrey Volkashin – cortometraggio (2017)
- Dio è donna e si chiama Petrunya (Gospod postoi, imeto i e Petrunija), regia di Teona Strugar Mitevska (2019)
- Polsestra, regia di Damjan Kozole (2019)
- Una sirena a Parigi (Une sirène à Paris), regia di Mathias Malzieu (2020)
- Praznik rada, regia di Pjer Žalica (2022)
- L'appuntamento (Najsreḱniot čovek na svetot), regia di Teona Strugar Mitevska (2022)

### Produttrice
- Veta, regia di Teona Strugar Mitevska – cortometraggio (2001)
- Kako ubiv svetec, regia di Teona Strugar Mitevska (2004)
- Jas sum od Titov Veles, regia di Teona Strugar Mitevska (2007)
- The Woman Who Brushed Off Her Tears, regia di Teona Strugar Mitevska (2012)
- Nǐ de jīntiān hé wǒ de míngtiān, regia di Chen Ming-lang (2013) – produttrice esecutiva
- Alerik, regia di Vuk Mitevski – cortometraggio (2013) – co-produttrice
- Sieranevada, regia di Cristi Puiu (2016) – co-produttrice
- Nocno zivljenje, regia di Damjan Kozole (2016) – co-produttrice
- Koga denot nemaše ime, regia di Teona Strugar Mitevska (2017)
- L'albero dei frutti selvatici (Ahlat ağacı), regia di Nuri Bilge Ceylan (2018) – co-produttrice
- Dio è donna e si chiama Petrunya (Gospod postoi, imeto i e Petrunija), regia di Teona Strugar Mitevska (2019)
- Polsestra, regia di Damjan Kozole (2019)
- Una sirena a Parigi (Une sirène à Paris), regia di Mathias Malzieu (2020) – co-produttrice
- Praznik rada, regia di Pjer Žalica (2022) – co-produttrice
- L'appuntamento (Najsreḱniot čovek na svetot), regia di Teona Strugar Mitevska (2022)

## Riconoscimenti
- Festival internazionale del cinema di Berlino
  - 1998 – Shooting Stars Award (Macedonia del Nord)
- European Film Awards
  - 2024 – Miglior co-produttore europeo
- Leone Ceco
  - 2001 – Candidatura per la miglior attrice non protagonista per Samotáři
- Festival del Cinema Europeo
  - 2008 – Miglior attrice per Jas sum od Titov Veles
  - 2008 – Premio SNGCI per il miglior interprete europeo per Jas sum od Titov Veles